# Auricularia auricula-judae
Auricularia auricula-judae ((Pierre Bulliard, 1789 ex Joseph Schröter, 1888) sin. Hirneola auricula (Carl von Linné, 1753 ex Petter Adolf Karsten, 1880), din încrengătura Basidiomycota în familia Auriculariaceae și de genul Auricularia, denumită în popor urechea lui Iuda, ciupercă de lemn respectiv urechi de lemn sau burete de soc este o ciupercă comestibilă care se dezvoltă în România, Basarabia și Bucovina de Nord în primul rând pe arbuști de soc, dar de asemenea pe lemn de frasin, plop, arin, salcie, ulm nuc sau mesteacăn, foarte rar chiar și de molid. Deseori se regăsește chiar și în parcuri precum pe alei în zone urbane. Buretele se hrănește ori saprofitic, consumând lemn deja mort, ori parazitar, atacând copaci vii bătrâni sau slăbiți, provocând astfel putregaiul alb al lemnului. Specia crește, la destulă umezeală, de la câmpie la munte pe tot timpul anului, mai ales din august până în martie, fiind  una dintre puținele ciuperci care rezistă la condiții de temperatură negativă. Ciuperca se cultivează (de exemplu pe rumeguș) deja de secole în Asia de Est mai ales în China.

## Istoric
Științific, această specie de ciuperci se numește Auricularia auricula-judae. În est (China, Japonia, Coreea de etc.) este cunoscută sub denumirea MU-Err (ciuperci negre), în vest ca urechea lui Iuda sau burete de soc. Asocierea între ciupercă și Iuda a fost făcută de savantul german Joseph Schröter (1837-1894) în publicația lui Die Pilze Schlesiens în Kryptogamen-Flora von Schlesien din 1888, redând scurtat o legendă, în care se spune că, după ce l-a trădat pe Isus, Iuda Iscariot, unul din cei 12 apostoli, s-a spânzurat de un soc, arbore pe care crește această ciupercă în formă de ureche.
În Europa, ciuperca a fost studiată pentru calitățile ei medicinale începând din secolul al 17-lea.
În multe cărți micologice folosite în prezent, de exemplu la Marcel Bon, Giacomo Bresadola sau Bruno Cetto, buretele tot mai este titulat Hirneola auricula.
Deutsche Gesellschaft für Mykologie e. V. (Asociația Germană de Micologie) a desemnat Auricularia auricula-judae ciuperca anului 2017.

## Descriere

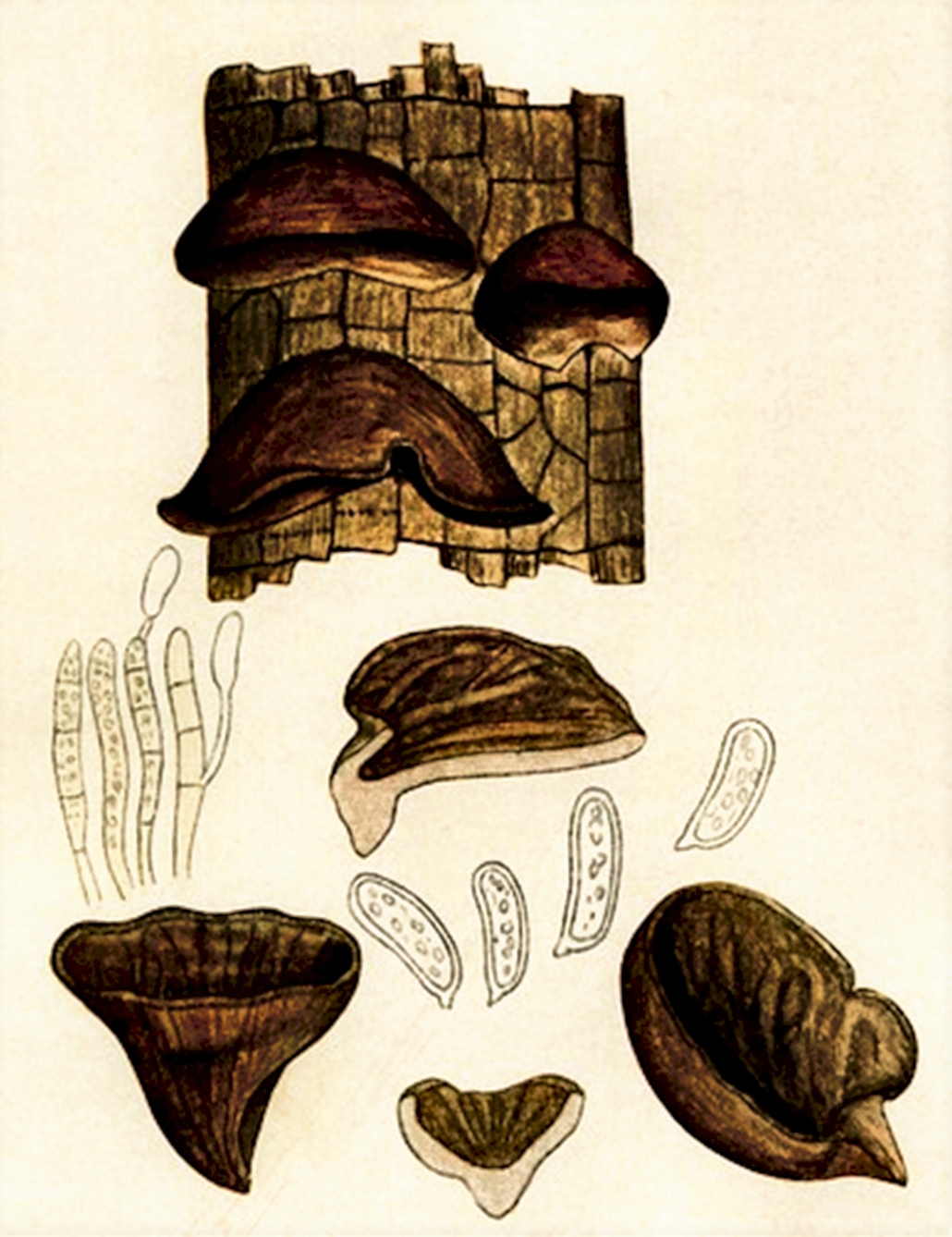
Bres.: Hirneola auricula

- Corpul fructifer:  are un diametru de 3-10 cm și o grosime de 0,15-0,4 cm, este elastic și gelatinos, destul de subțire și mult lățit, inițial în formă de cupă, la maturitate de pâlnie neregulată sau ureche. Suprafața externă este păros-catifelată, culoarea variază de la brun-gălbui, peste brun-măsliniu cu nuanțe violacee, brun-violaceu până la brun-negricios, dar există și mutațiuni albe. Cea internă (acoperită cu stratul himenaic) este mai intens colorată și strălucitoare, străbătută de câteva cute care converg spre bază. În stare uscată, buretele este fragil la exemplare mai mici, tare la cele mai mari, mai mult sau mai puțin negru pe fața de sus și albicios pe cea dedesubt.
- Piciorul: lipsește adeseori, de altfel prezintă o tulpină foarte scurtă și zbârcită de aceiași culoare cu corpul fructifer.
- Carnea: are o textura elastică, chiar ceva cauciucată, la exemplare tinere aproape transparentă și gelatinoasă, devenind la bătrânețe din ce în ce mai tare și uscată. Dacă este umezită își revine la calitatea originară. În stare crudă nu are un miros sau gust specific.
- Caracteristici microscopice: Sporii sunt albi, neamilozi, hialini (translucizi), netezi, elipsoidali precum ușor curbați și rotunjiți la capete, cu o mărime de 12-17 x 4-7 microni.[6][7]

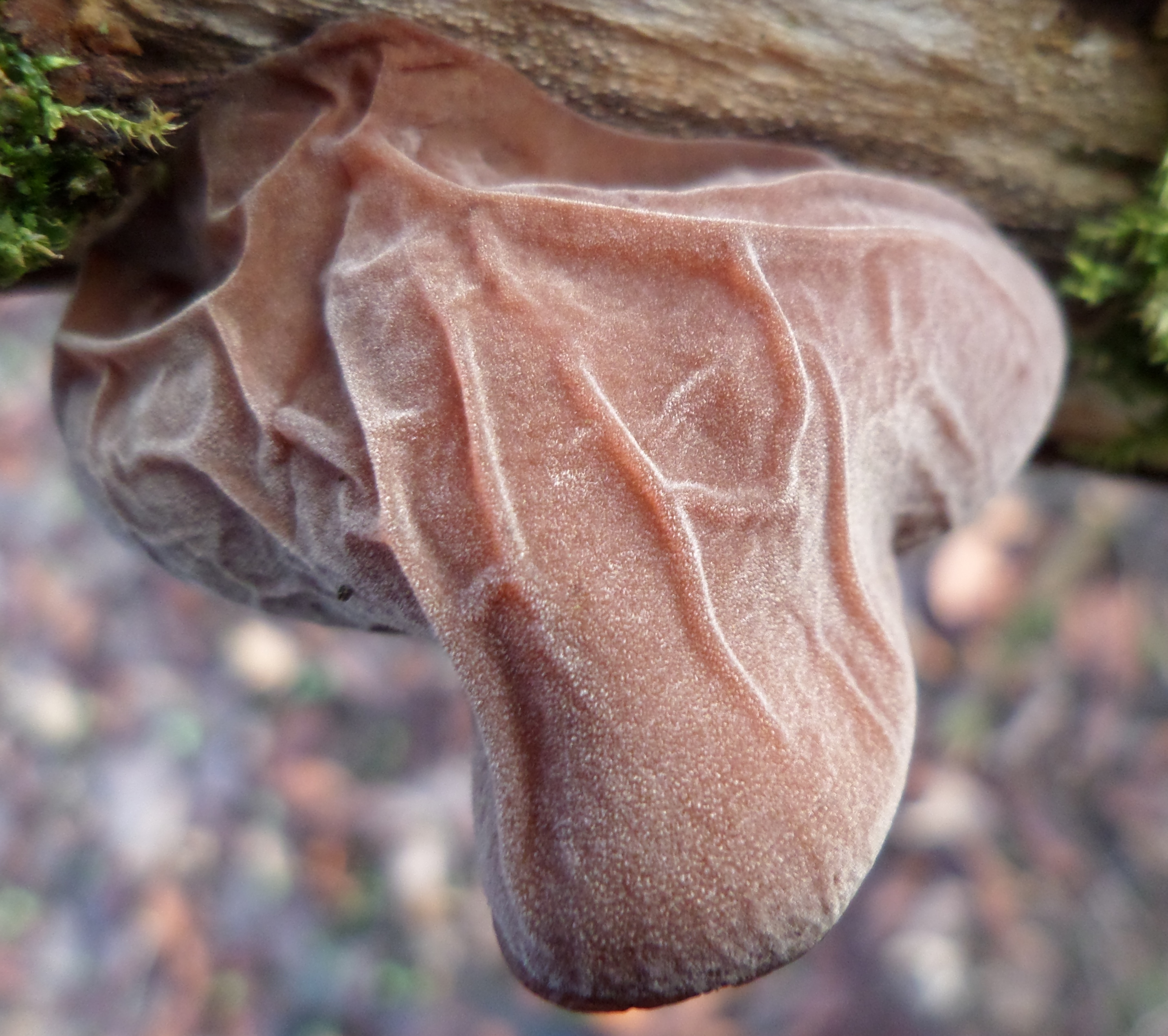
A. auricula-judae nervură pe verso
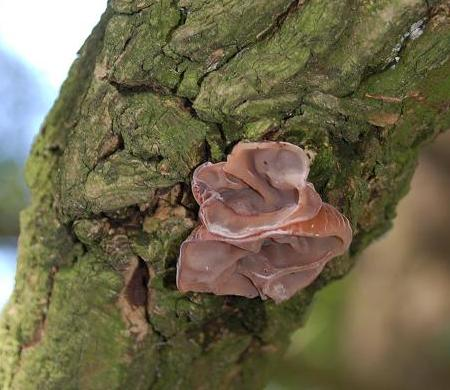
A. auricula-judae tinere
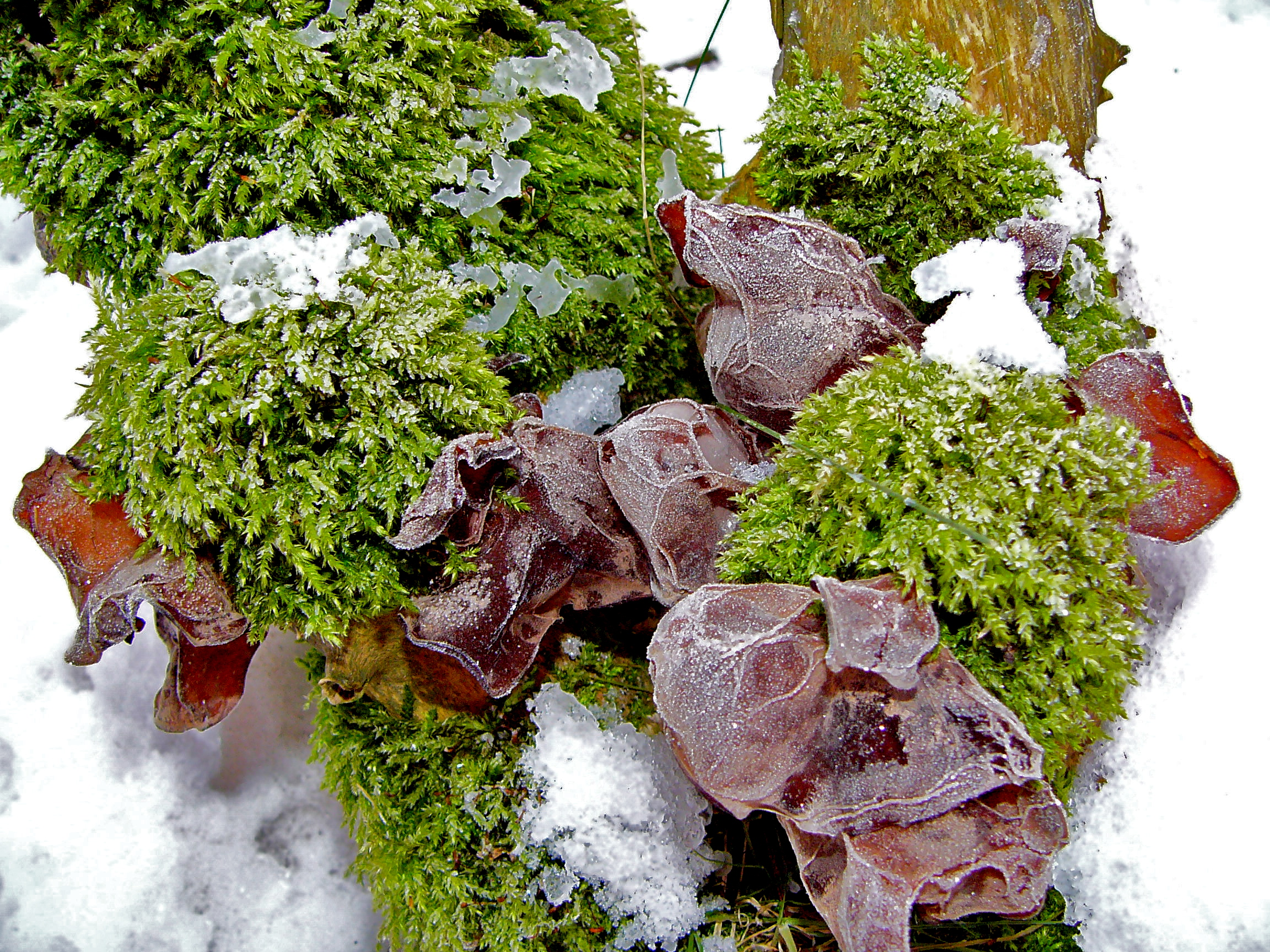
A. auricula-judae înghețate
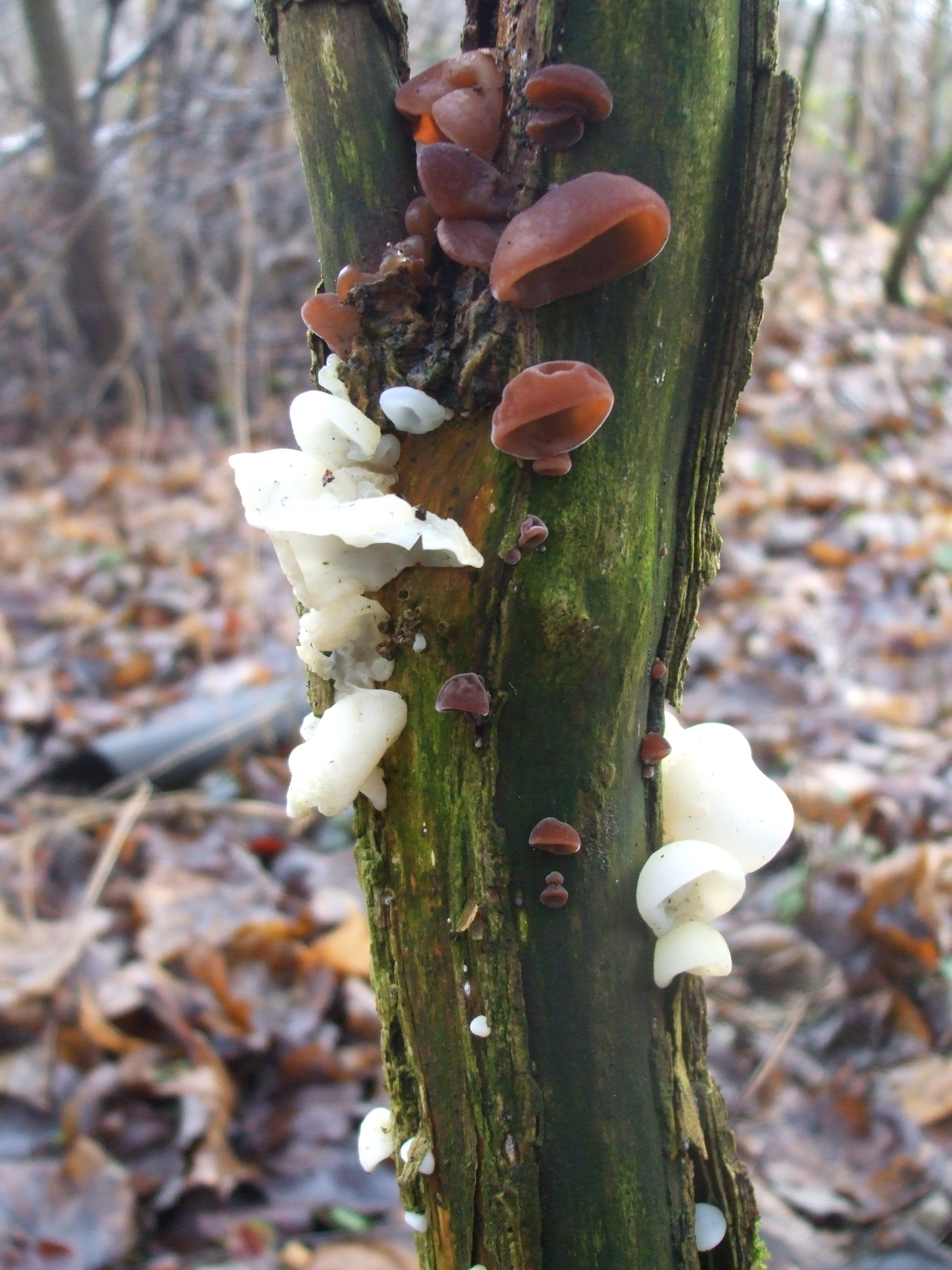
A. auricula-judae albe

## Confuzii
Urechea lui Iuda poate fi confundată cu alte specii din familia Auriculariaceae (niciuna din ele otrăvitoare), de exemplu cu: Auricularia fuscosuccinea (comestibilă), Auricularia mesenterica (tânăr comestibilă), Auricularia polytricha (comestibilă), Auriculariopsis ampla (comestibilă), Exidia glandulosa (necomestibilă), Exidia recisa (necomestibilă), Exidia saccharina (necomestibilă), sau Tremella foliacea (necomestibilă).

## Ciuperci asemănătoare

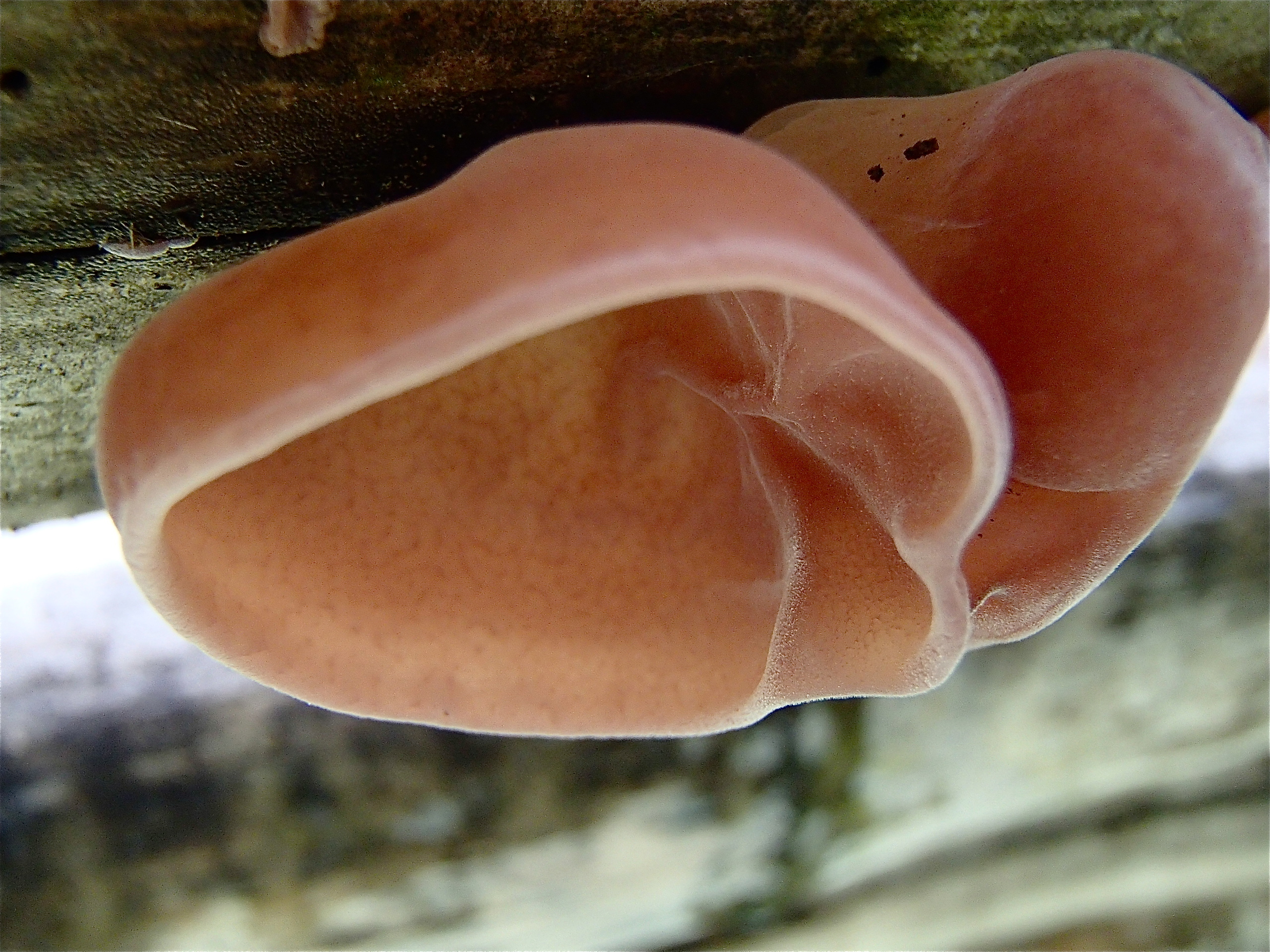
Auricularia fuscosuccinea
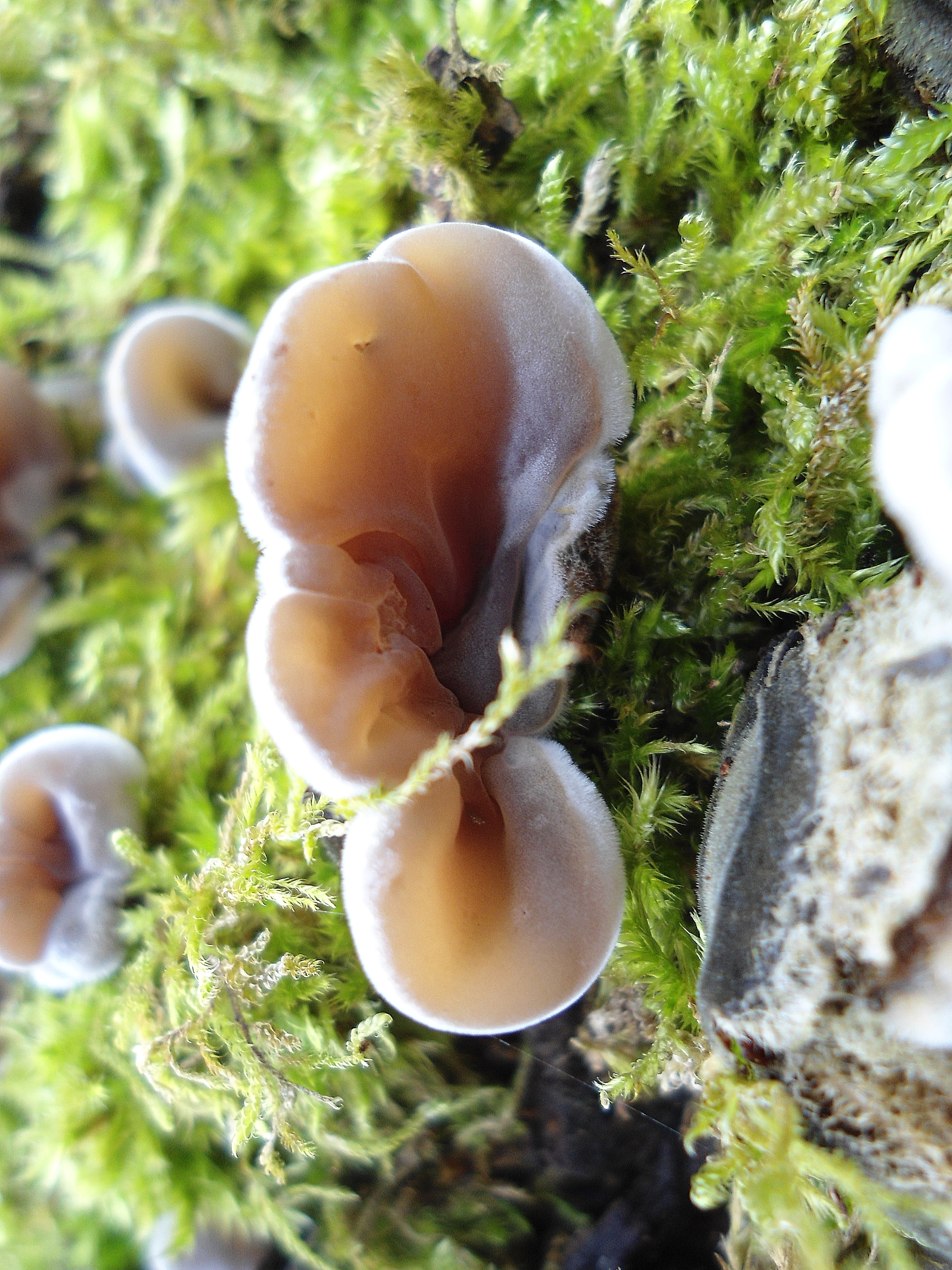
Auricularia mesenterica
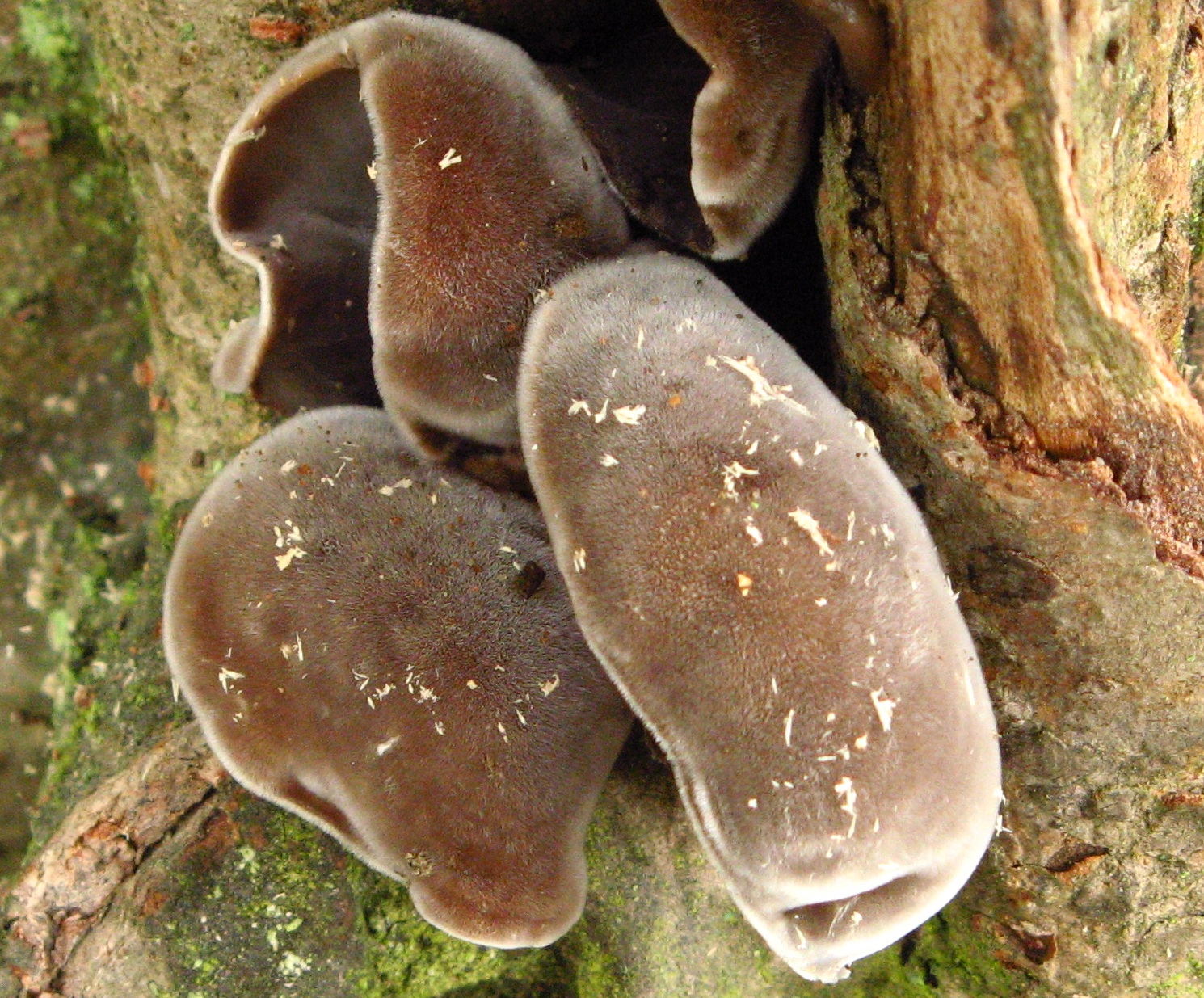
Auricularia polytricha
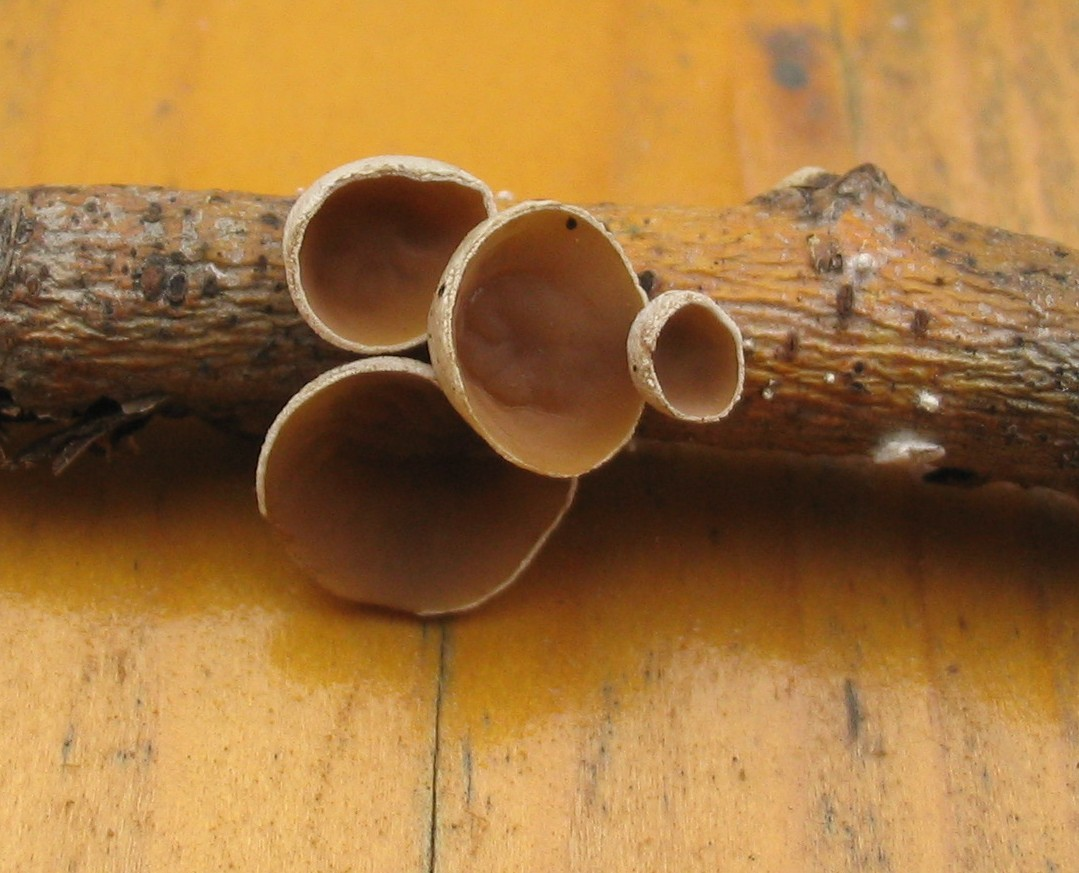
Auriculariopsis ampla
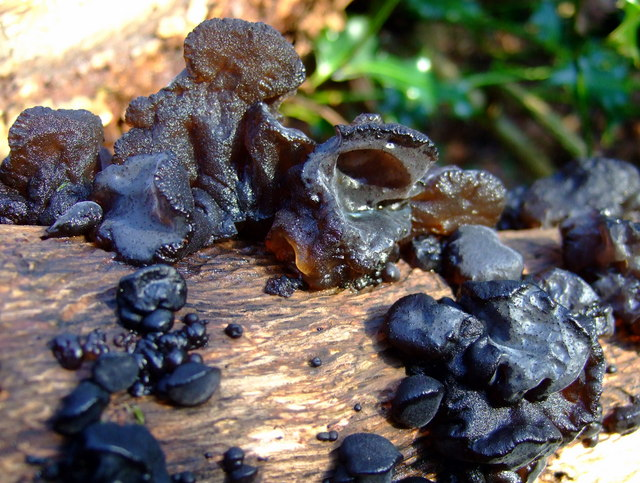
Exidia glandulosa
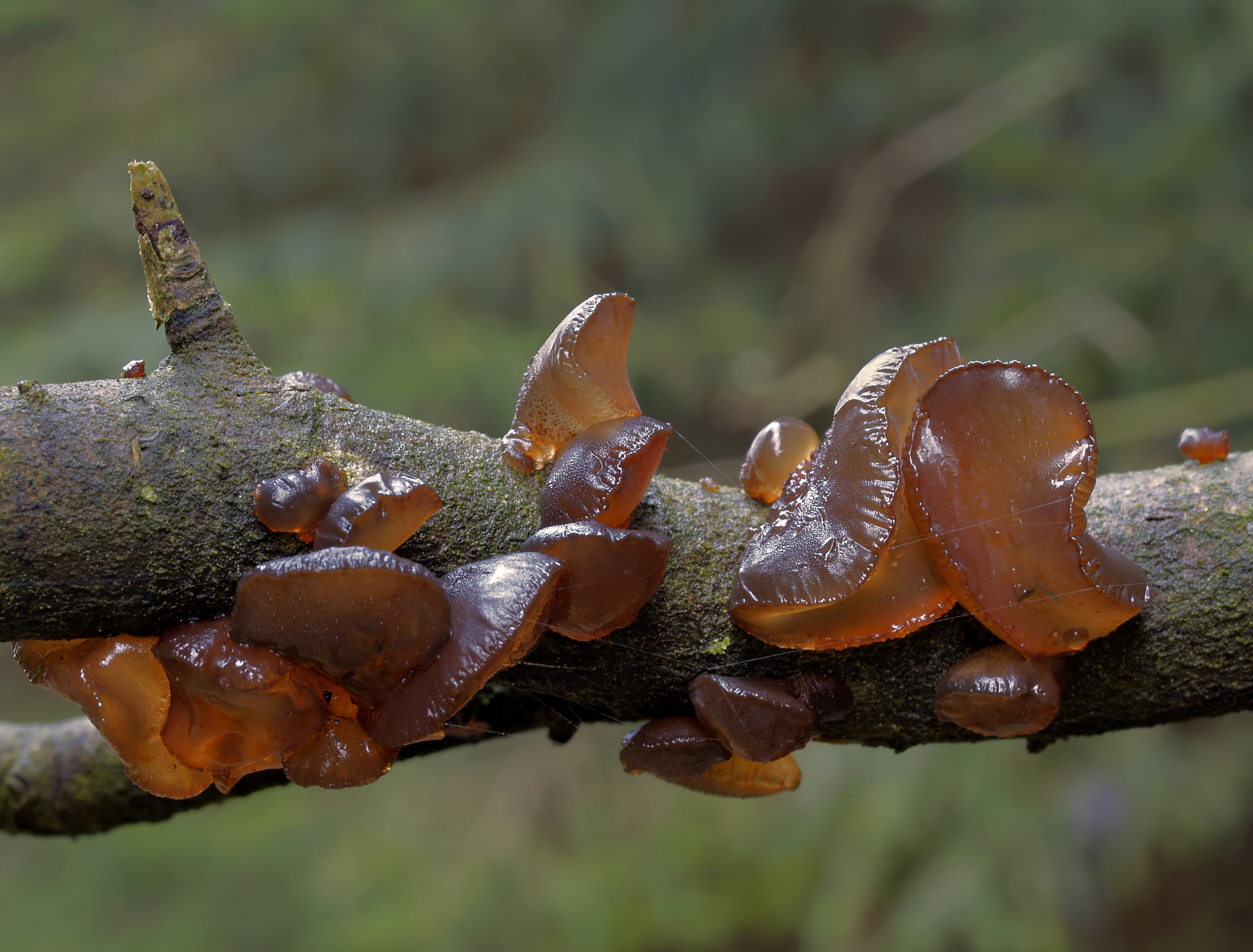
Exidia recisa
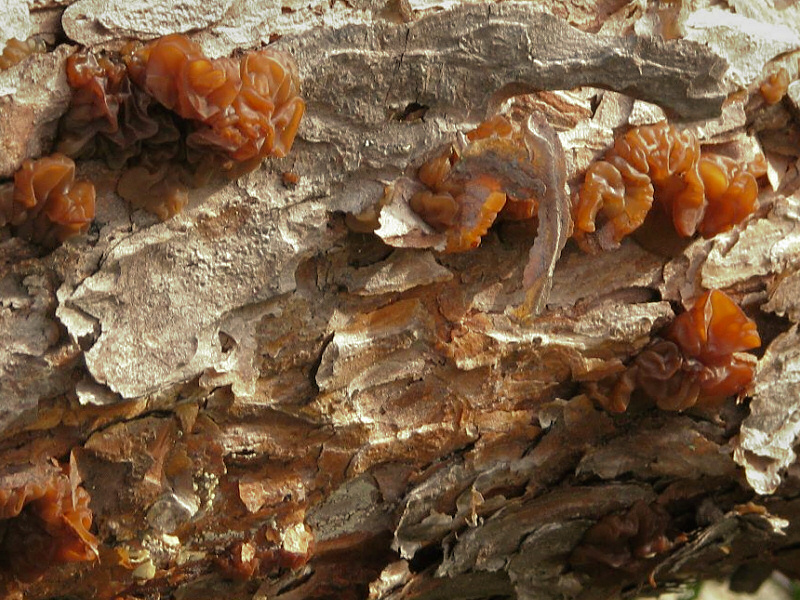
Exidia saccharina
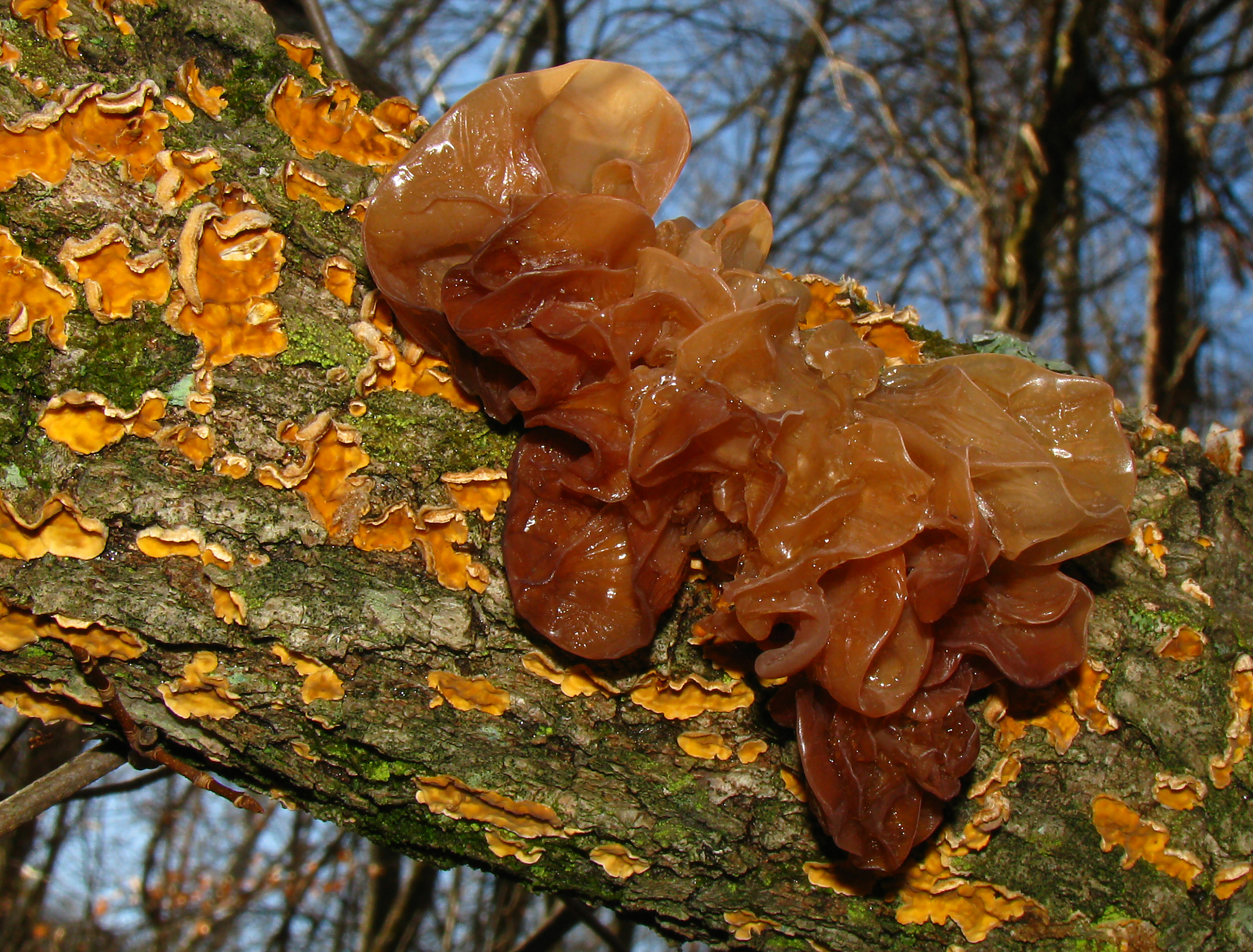
Tremella foliacea

## Cultivare
În China este cultivata de secole pe rumeguș. In 1994, producția mondială totală de Auricularia a fost de 420.000 t ciupercă proaspătă, adică 8,5 % din cantitatea totala de ciuperci consumate pe glob. În Europa nu este atât de populară. Ciuperca însa este de asemenea crescută pe bușteni, preferat de lemn vechi.

## Valorificare

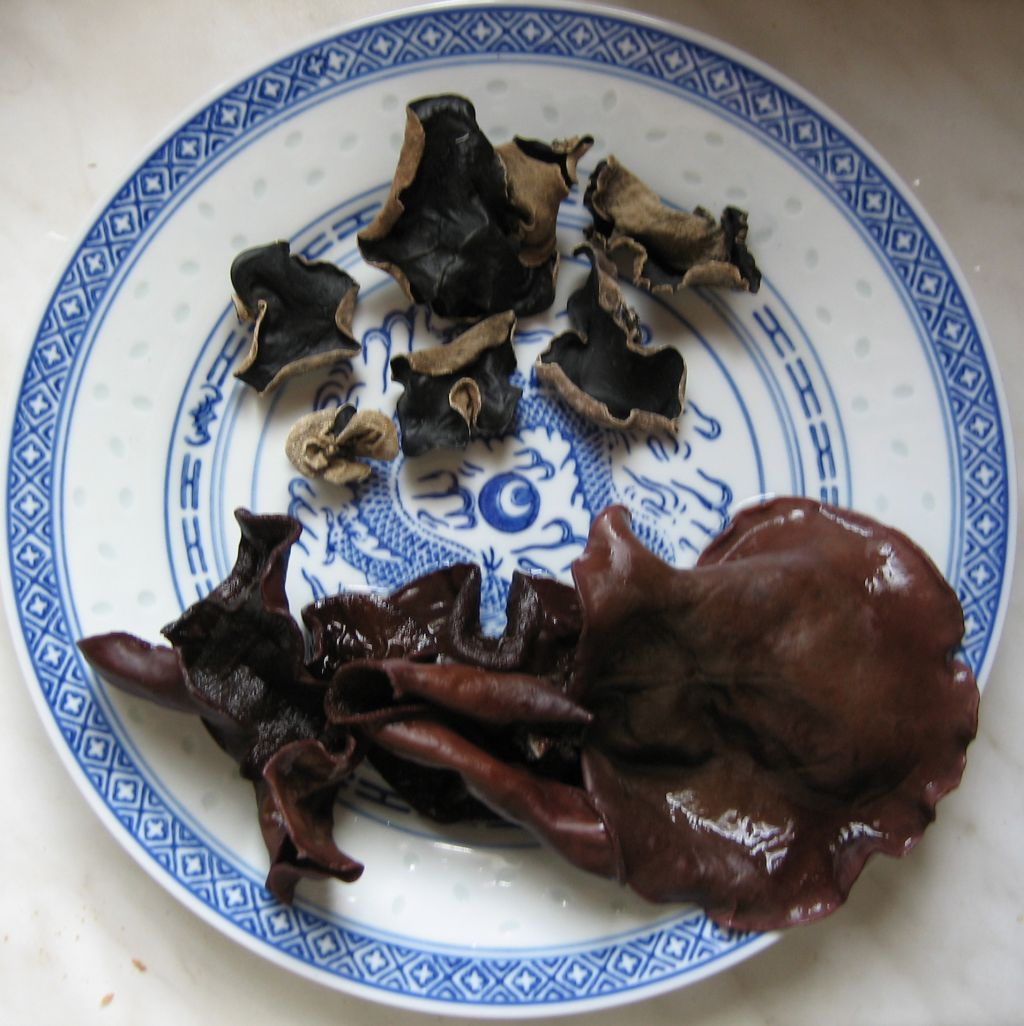
Bureți de soc uscați și înmuiați

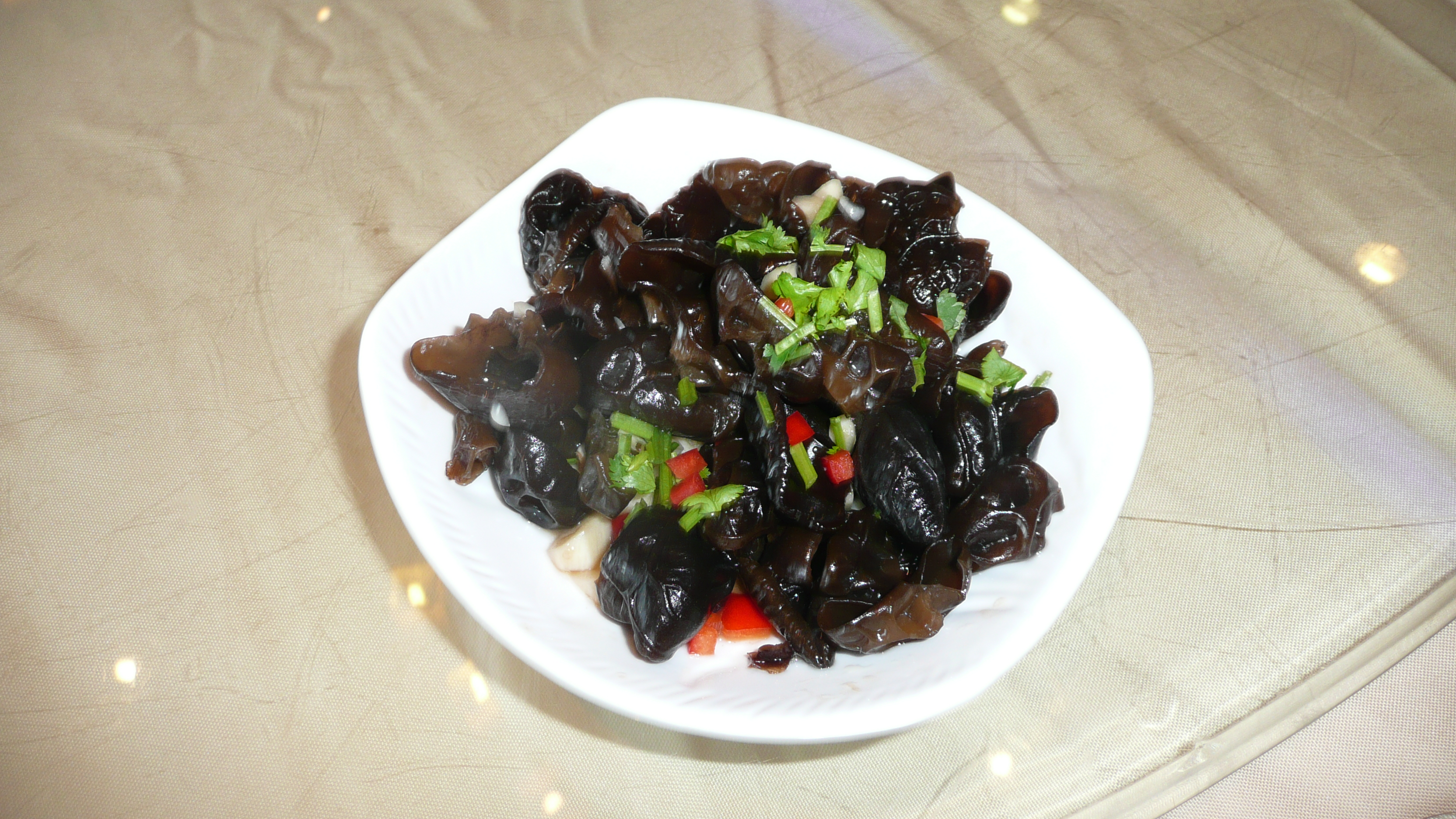
Salată de Urechea Iudei

### Culinar

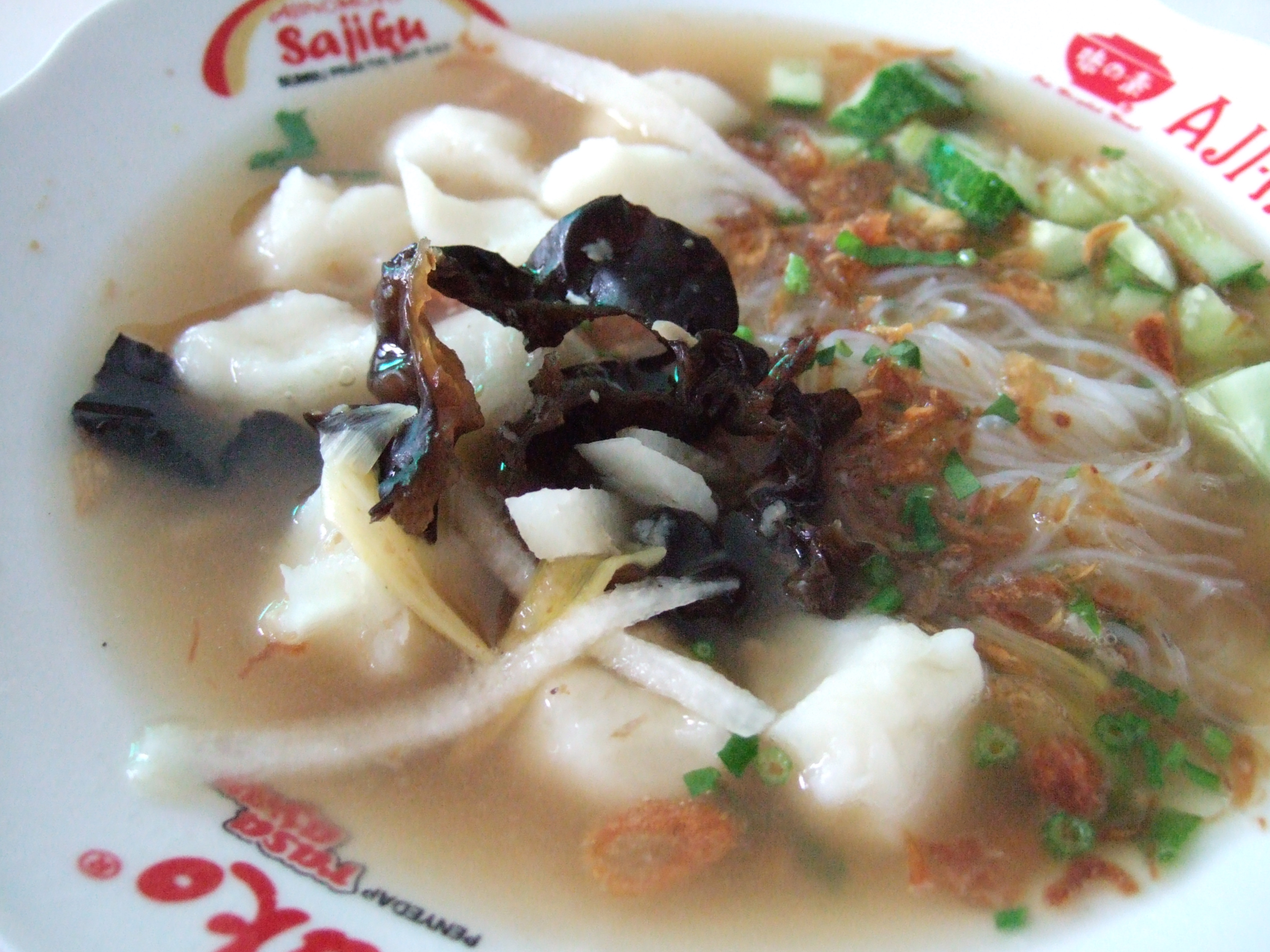
Supa Tekwan cu Mu-Err

Urechile lui Iuda sunt folosite în special în bucătăria asiatică. Ele pot fi ingerate crud într-o sau ca salată ori se folosesc la supe, mâncăruri gătite la foc rapid („în wok”), mai ales în compania cărnurilor  porc, vită, rață și pui dar și în combinație cu numai legume sau crevete. În prăvălii se pot cumpăra în mod normal numai uscate. Înainte de preparare ciupercile trebuie să fie înmuiate aproximativ o oră. Apa de înmuiat capătă un miros destul de accentuat asemănător zbârciogilor, dar ceva mai mucegăios. Ea poate fi adăugată, depănând de preferință și după ce a fost filtrată, la prepararea sosului sau supei.

### Medicinal
Ciuperca are în compoziție ingrediente remarcabile, cum sunt potasiu, calciu, magneziu, fosfor, fier, [siliciu]], vitamine din grupul B, proteine, polizaharide și diverse substanțe bioactive neidentificate încă cu precizie. Numeroase studii științifice au demonstrat intre altele efectul anti-coagulant al acestei ciuperci. S-a constatat ca în urma terapiei cu Auricularia, fluxul de sânge în artere s-a îmbunătățit. Această ciupercă ajută la prevenirea trombozei, a arteriosclerozei (inclusiv regresia ei) și scade riscul de accident vascular cerebral sau infarct. Buretele de soc nu are efecte secundare, spre deosebire de medicamentele de sinteză care atacă colagenul din țesutul conjunctiv. În Asia de Est unde ciuperca este consumată ca aliment aproape zilnic, incidența trombozei și a infarctului este sesmnificativ scăzută. S-a demonstrat de asemenea, proprietățile antitumorale (cancer de piele si prostata) și de captare a radicalilor liberi a acestei ciuperci precum efecte pozitive în afecțiuni ca hemoroizi, perturbări de libido, migrene, tinitus, persoane supraponderale, infecții, menopauză, furuncule.